# Дитятин, Иван Иванович
Иван Иванович Дитятин (1847, Санкт-Петербург — 1892, Дерпт) — русский историк права и государствовед.

## Биография
Родился в Санкт-Петербурге в 1847 году. Мещанин по происхождению, воспитывавшийся в патриархальной семье, он только по счастливым обстоятельствам получил среднее образование в Седьмой Санкт-Петербургской гимназии, классический класс которой окончил с золотой медалью в 1867 году и поступил на юридический факультет Санкт-Петербургского университета. Здесь Дитятин особенно заинтересовался лекциями профессора А. Д. Градовского, обратил на себя внимание своими способностями и по окончании курса в 1870 году в следующем году был оставлен при университете на кафедре государственного права.
Выбирая тему для своего первого научного труда, Дитятин взял за образец «Историю местного управления в России» — большой труд своего учителя, и поставил себе целью проследить дальнейшую судьбу отношений между центральным правительством и организацией местных обществ. В основу его труда: «Устройство и управление городов в России. Города в XVIII столетии» (1875) легла та идея, что при московской централизации не могла развиться сколько-нибудь прочная группировка самоуправляющихся местных обществ. Изложение значения и судьбы петровских преобразований вполне подтвердило и оправдало эту идею также и для первых времён Российской империи. Только преобразования Екатерины II положили у нас начало общественно-городскому управлению. За это сочинение автор получил степень магистра государственного права и в 1875 году был назначен исполняющим должность экстраординарного профессора в ярославский Демидовский юридический лицей — на кафедру энциклопедии права, с которой спустя несколько месяцев перешёл на освободившуюся кафедру истории русского права.
В течение двух лет он готовил второй том своего исследования, где проследил, в значительной мере на основании архивного материала, судьбу общественного городского управления до реформы 1870 года. За этот труд он получил в 1877 году степень доктора в Санкт-Петербургском университете и в 1878 году был избран ординарным профессором по кафедре истории права в Харьковском университете, где преподавал до 1887 года.
В течение этого десятилетия профессорской деятельности не прерывалась и научно-литературная деятельность Дитятина. С одной стороны, в ряде журнальных статей и в особо изданном труде он возвратился к своей прежней теме, чему отчасти содействовало празднование столетнего юбилея жалованной грамоты городам. С другой стороны, его внимание привлекли некоторые стороны государственной организации в допетровский период и во время империи, особенно политическая роль земских соборов и влияние населения на законодательство путём челобитий. На этой почве Дитятин оказал весьма крупную услугу русской исторической науке, обогатив её новым ценным материалом по истории и организации земских соборов: он нашёл документы, относящиеся к собору 1651 года по поводу присоединения Малороссии, и среди этих документов — переписку, многое объясняющую в организации выборного представительства на земских соборах. В особой статье — «К вопросу о земских соборах XVII века» — автор дал этим материалам исчерпывающее объяснение и оценку.
В 1887 году внешние обстоятельства принудили его оставить кафедру в Харьковском университете и на два года прекратить преподавательскую деятельность. С 1889 году он был профессором государственного права в Дерптском университете, но серьёзно болея, неоднократно должен был прерывать свой курс, а с осени 1890 года окончательно прекратил чтение лекций.
Умер 29 октября (10 ноября) 1892 года.